# Quadro de medalhas dos Jogos Olímpicos de Verão de 1932
Este é o quadro de medalhas dos Jogos Olímpicos de Verão de 1932, realizados em Los Angeles, Estados Unidos. O ordenamento é feito pelo número de medalhas de ouro, estando as medalhas de prata e bronze como critérios de desempate em caso de países com o mesmo número de ouros. Se, após esse critério, os países continuarem empatados, posicionamento igual é dado e eles são listados alfabeticamente. Este é o sistema utilizado pelo Comitê Olímpico Internacional.
| Ordem | País               | Medalha de ouro | Medalha de prata | Medalha de bronze |     |
| ----- | ------------------ | --------------- | ---------------- | ----------------- | --- |
| 1     | USA Estados Unidos | 41              | 32               | 30                | 103 |
| 2     | ITA Itália         | 12              | 12               | 12                | 36  |
| 3     | FRA França         | 10              | 5                | 4                 | 19  |
| 4     | SWE Suécia         | 9               | 5                | 9                 | 23  |
| 5     | JPN Japão          | 7               | 7                | 4                 | 18  |
| 6     | HUN Hungria        | 6               | 4                | 5                 | 15  |
| 7     | FIN Finlândia      | 5               | 8                | 12                | 25  |
| 8     | GBR Grã-Bretanha   | 4               | 7                | 5                 | 16  |
| 9     | GER Alemanha       | 3               | 12               | 5                 | 20  |
| 10    | AUS Austrália      | 3               | 1                | 1                 | 5   |
| 11    | ARG Argentina      | 3               | 1                |                   | 4   |
| 12    | CAN Canadá         | 2               | 5                | 8                 | 15  |
| 13    | NED Países Baixos  | 2               | 5                |                   | 7   |
| 14    | POL Polônia        | 2               | 1                | 4                 | 7   |
| 15    | RSA África do Sul  | 2               |                  | 3                 | 5   |
| 16    | IRL Irlanda        | 2               |                  |                   | 2   |
| 17    | TCH Checoslováquia | 1               | 2                | 1                 | 4   |
| 18    | AUT Áustria        | 1               | 1                | 3                 | 5   |
| 19    | IND Índia          | 1               |                  |                   | 1   |
| 20    | DEN Dinamarca      |                 | 3                | 3                 | 6   |
| 21    | MEX México         |                 | 2                |                   | 2   |
| 22    | LAT Letônia        |                 | 1                |                   | 1   |
| 22    | NZL Nova Zelândia  |                 | 1                |                   | 1   |
| 22    | SUI Suíça          |                 | 1                |                   | 1   |
| 25    | PHI Filipinas      |                 |                  | 3                 | 3   |
| 26    | ESP Espanha        |                 |                  | 1                 | 1   |
| 26    | URU Uruguai        |                 |                  | 1                 | 1   |